# Wasen (Toponym)
Wasen ist ein altes deutsches Toponym in der Bedeutung „Grünland, Feuchtwiese“.

## Wortherkunft
Das Wort kommt von mittelhochdeutsch wase („Rasen, feuchter Boden“), von althochdeutsch waso, und geht auf eine urgermanische Wurzel wēsa- („Reif, Duft“) zurück und ist verwandt mit mittelniederdeutsch/angelsächsisch wōs („Schaum, Absud; Feuchtigkeit, Saft“) und lettisch vasa („Feuchtigkeit des Bodens“).

## Wortbedeutungen
Es bedeutet allgemein „feuchtes Ödland“. Das Wort steht in Bedeutungsnähe zu Anger, Matte, Aue, Wiese, hat aber durchwegs eine Konnotation des Feuchtseins.
Verwandt sein könnte auch das Verb wasen „dampfen, Dunst von sich geben“.
Es hat noch einen zweiten Bedeutungsaspekt, nämlich „Rasen“ (niederdeutsch wrase), in der Mundart bis heute im Sinne „Scholle, Soden“, ein Stück Wiese mit Erde (die man etwa mit dem Spaten aussticht, oder bei Erdarbeiten zum Wiederbegrünen beiseiteschafft) lebendig.
Desgleichen bezeichnet es die Grasnarbe, also Bewuchsflecken.
Daher umfasst der Begriff regional die ganze Bedeutungsvielfalt von saftigem Grünland, grünem Brachland, über Niedermoor bis hin zu Torfstich-Gebiet, und ist so ein charakteristischer Flurname der Landwirtschaft im Allgemeinen und der Moorbesiedelung im Speziellen.
Von mittelhochdeutsch wasmen bzw. wasmen ist der Familienname Wasmer abgeleitet.

## Verbreitung und Beispiele
Das Wort ist im ganzen deutschen Sprachraum namensbildend.
- Wasen, Waasen, Wassen
- Wasenberg[11]
- Wasenbach, Wassenbach
- Wassenbrunn
- Schießwasen